# Schuncktunnel

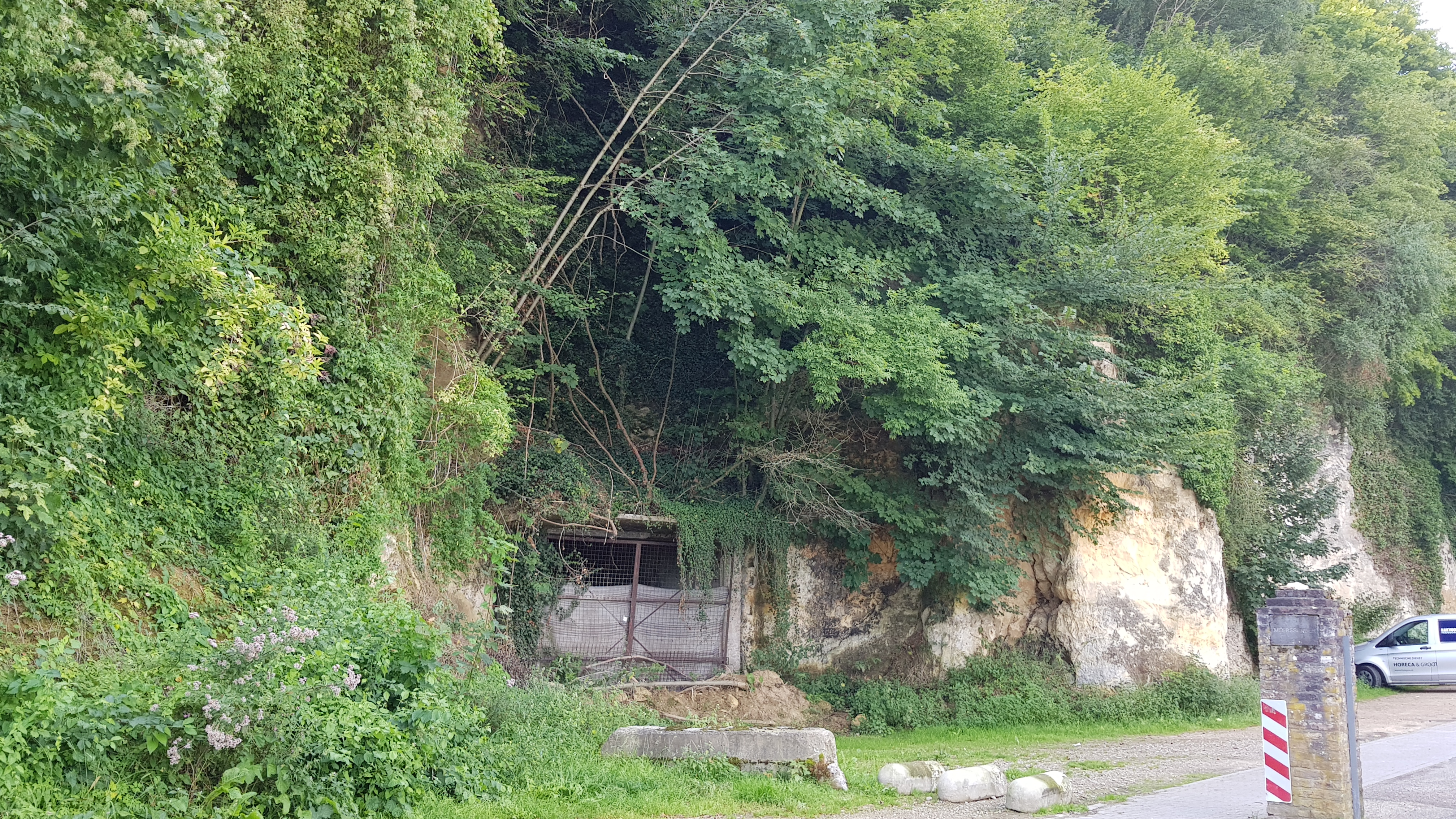
ingang van Groeve Schunck

De Schuncktunnel, Tunnel Schunck of Groeve Schunck is een Limburgse mergelgroeve in het Geuldal in de Nederlandse gemeente Valkenburg aan de Geul in Zuid-Limburg. De ondergrondse groeve ligt ten noordwesten van Geulhem ten zuiden van camping 't Geuldal. Ze ligt onder het hellingbos nabij de weg Gemeentebroek. De groeve ligt aan de noordwestkant van het Plateau van Margraten in de overgang naar het Maasdal. In de omgeving duikt het plateau een aantal meter steil naar beneden.
De Schuncktunnel loopt vanaf de Gemeentebroek onder de Leeraarsgroeve door naar de dagbouwgroeve, de Curfsgroeve. Ongeveer 30 meter naar het westen ligt de Groeve onder de Leeraarsgroeve, op ongeveer 50 meter naar het westen ligt de ingang van de Leeraarsgroeve en op ongeveer 100 tot 150 meter naar het westen liggen de Ravensgroeve II, Groeve Onder de Ravengroeve en Ravensgroeve I. Op respectievelijk ongeveer 125 en 150 meter naar het zuidoosten ligt de Groeve westelijk van Kalkbranderij en de Groeve achter de Kalkbranderij.

## Geschiedenis
In de 20e eeuw werd de tunnel aangelegd.

## Groeve
De oude toegangstunnel ligt ongeveer noord-zuid en bestaat uit een hoge gang met een totale lengte van ongeveer 115 meter. Na 75 meter vertakt de tunnel zich in tweeën, waarna de zuidwestelijke tak nog 40 meter doorloopt. Hier begon vroeger de dagbouwgroeve.
De ingang van de groeve is afgesloten, zodanig dat vleermuizen de groeve kunnen gebruiken als verblijfplaats.